# فهد بن حمود العنزي
الدكتور فهد بن حمود بن صالح الفقيري العنزي هو أكاديمي سعودي، وعضو مجلس الشورى السعودي، ولد سنة 1385 هـ في محافظة طريف شمال المملكة العربية السعودية.
تخرج من جامعة ستراسبورغ في مدينة ستراسبورغ حاصلاً على شهادة دكتوراه في تخصص القانون مع درجة الثناء وهو أعلى تقدير تمنحه الجامعات الفرنسية من جامعة ستراسبوغ بفرنسا وشغل عدة مناصب.

## المؤهلات العلمية
- الدكتوراه مع درجة الثناء في القانون، جامعة ستراسبوغ / فرنسا 1418هـ.
- الماجستير في تخصص القانون، جامعة ستراسبورغ /فرنسا 1414هـ.
- دبلوم لغة فرنسية، جامعة تورز [الإنجليزية]، فرنسا 1413هـ.
- بكالوريوس أنظمة، جامعة الملك سعود، 1408هـ.

## الحياة العملية
شغل الدكتور فهد العنزي عدة مناصب وهي:
- معيد بكلية الحقوق والعلوم السياسية بجامعة الملك سعود 1409هـ.
- رئيس تحرير مجلة تأمين 1423هـ 1425هـ.
- عضو هيئة تدريس كلية الحقوق والعلوم السياسة بجامعة الملك سعود 1418هـ.
- مستشار معار إلى ديوان سمو ولي العهد 1423-1424هـ.
- عميد كلية الأنظمة والعلوم السياسية 1429-1430هـ.
- عضو مجلس الشورى اعتبارا من 3/3/1430هـ وحتى الآن.

## عضوية مجالس ولجان
- عضو جمعية AIDA للتأمين – جنيف- سويسرا.
- عضو اللجنة الوطنية للتأمين.
- عضو مجلس جامعة الملك سعود.

## المؤتمرات والندوات والنشاطات العلمية
شارك الدكتور فهد العنزي عدة مؤتمرات ونشاطات عالمية ومنها:
- المؤتمر الوطني الأول للسلامة المرورية الرياض 1418هـ.
- مؤتمر مديري الشرط السادس الرياض 1419هـ.
- المنتدى الدولي للطاقة الرياض 1421هـ.
- المؤتمر الرابع للاتحاد العربي للتحكيم الدولي/ صعناء1424هـ.
- التحكيم من منظور إسلامي_ جدة 1424هـ.
- ملتقى الشرق الأوسط للتأمين/ المنامة _ البحرين 1424هـ.
- ملتقى التأمين التعاوني الرياض1430 .

## المؤلفات
- نحو حل شامل لقضايا السير بالمملكة (بحث).
- معوقات صناعة التأمين في المملكة (بحث).
- الاعلام والقضاء (بحث).
- اللجان شبة القضائية والحق في التقاضي (بحث).
- العلاقة التبادلية بين التأمين والمخالفات المرورية (بحث).
- مجلس الشورى ودورة في تنمية المناطق (كتاب).

بالإضافة إلى العديد من الأبحاث القانونية المنشورة، والكتابات الصحفية العامة والمتخصصة.